# Forbes, New South Wales

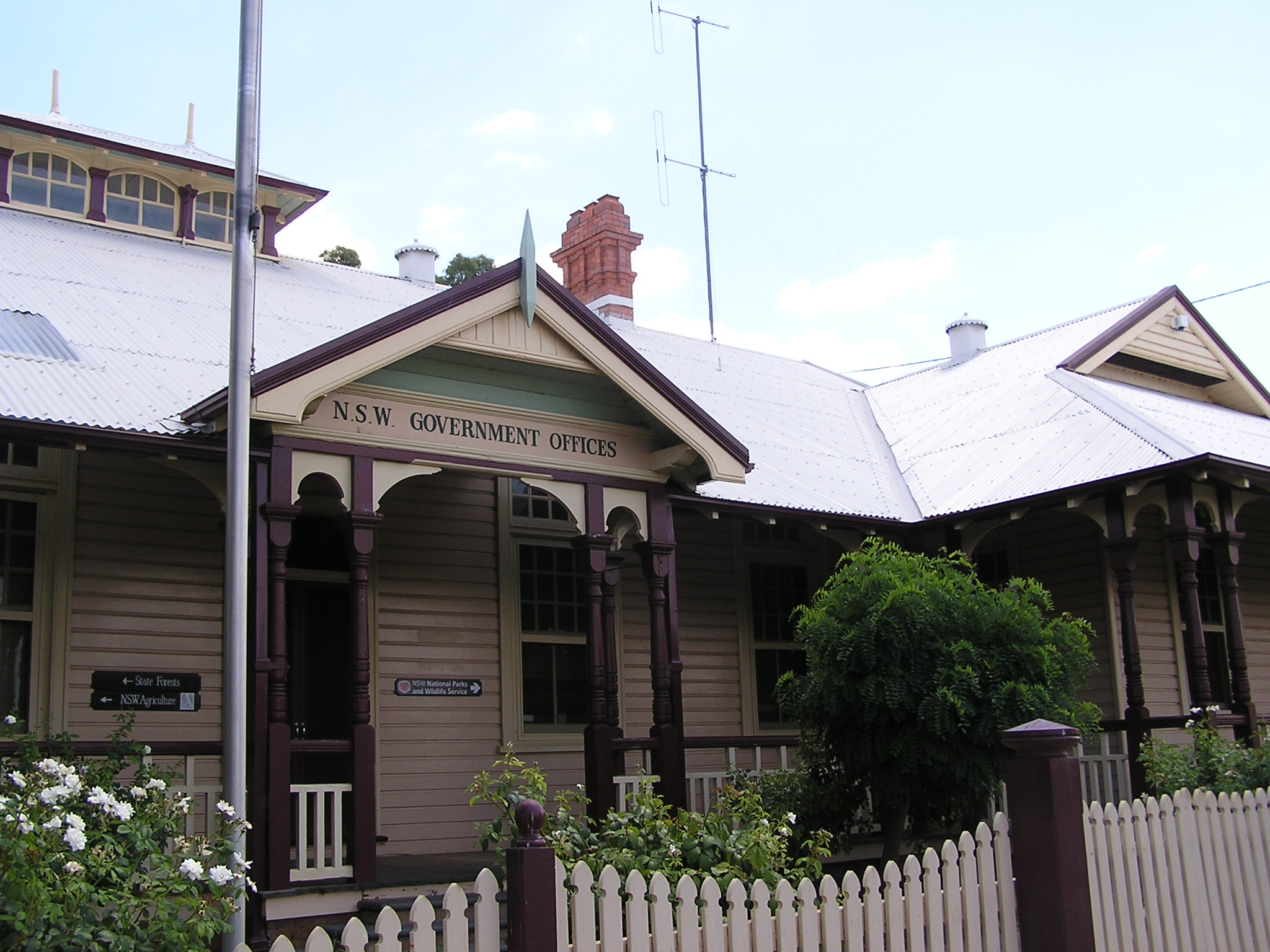
Văn phòng đất đai ở Forbes được xây năm

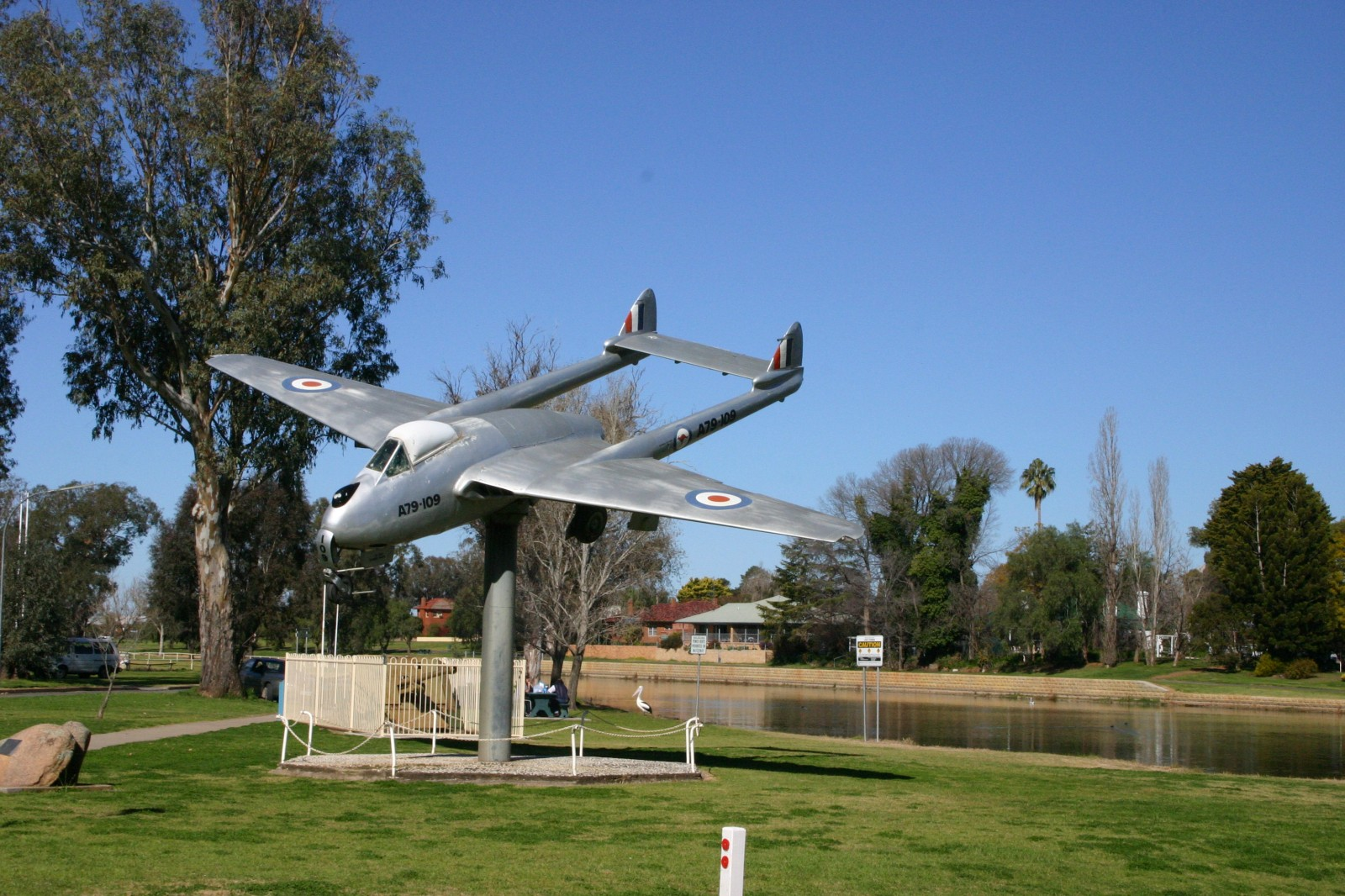
Tượng đài de Havilland Vampire gần hồ Forbes

Forbes là một thị trấn ở Central West New South Wales, Australia, nằm trên xa lộ Newell giữa Parkes và Tây Wyalong. Tại cuộc điều tra dân số năm 2006, thị trấn Forbes đã có dân số 6954 người. Forbes có thể đã được đặt theo tên của Sir Francis Forbes, trưởng Tư pháp tiểu bang New South Wales.
Thị trấn nằm hai bên bờ Lachlan. Khu vực này có cao độ là 245 mét trên mực nước biển và có khoảng cách khoảng 380 km (240 dặm) về phía tây của Sydney. Huyện là một khu vực trồng trọt, cây lúa mì và tương tự được trồng. Thị trấn và làng mạc gần đó bao gồm Calarie, Parkes, Bedgerebong, Bundabarrah, Corradgery, Daroobalgie, Eugowra, Ooma Bắc và Paytens cầu.